# Emma Roberts
Emma Rose Roberts (Rhinebeck, 10 febbraio 1991) è un'attrice statunitense.
Ha ottenuto notorietà internazionale per le sue interpretazioni nella serie antologica American Horror Story e per il ruolo di Chanel Oberlin nella serie televisiva Scream Queens.

## Biografia
È figlia dell'attore Eric Roberts e della sua ex compagna Kelly Cunningham. È la nipote delle attrici Julia Roberts e Lisa Roberts Gillan, e ha inoltre due sorellastre, Morgan e Keaton Simons.
Già dalla più giovane età passa molto tempo sul set, durante le riprese dei film della zia Julia. Questa esperienza fa nascere in lei, a soli cinque anni, la voglia di esordire come attrice, seguendo così le orme della zia e del padre. In un primo momento la madre si oppone a questa scelta perché non vuole che l'infanzia della figlia sia troppo movimentata; nonostante ciò, dopo appena quattro anni, Emma ottiene il suo primo ruolo nella pellicola drammatica Blow, sotto audizione. Intanto frequenta anche l'Archer School for Girls a Los Angeles. Nello stesso anno ottiene un piccolo ruolo nel film I perfetti innamorati, che vede protagonista la zia Julia Roberts.
L'occasione per emergere arriva grazie alla serie televisiva Unfabulous, durata per tre stagioni. Nel 2005 pubblica l'album Unfabulous and more, colonna sonora della serie televisiva. Nel 2006 torna sul grande schermo con il film Aquamarine a fianco a Joanna "JoJo" Levesque e Sara Paxton. Nello stesso anno lavora sempre in ambito televisivo in Nancy Drew, interpretando l'omonima giovane eroina che fa la detective. Emma ha successivamente recitato in Hotel Bau e Lymelife. Ottiene anche la parte di una giovane innamorata in Appuntamento con l'amore. Ha poi recitato insieme a Chace Crawford e 50 Cent nel film Twelve.
Nel 2010 Roberts ricopre il ruolo di Alice Leeds nel film Memoirs of a Teenage Amnesiac, e l'anno successivo partecipa nella commedia romantica L'arte di cavarsela, in cui interpreta una giovane studentessa newyorkese al fianco di Freddie Highmore; sempre nel 2011 ricopre il ruolo di Jill Roberts nel film Scream 4. Nel 2013 recita nella commedia Come ti spaccio la famiglia, insieme a Jennifer Aniston, ed entra nel cast della serie antologica American Horror Story, dove interpreta due ruoli principali: Madison Montgomery nella terza stagione, e Maggie Esmerelda nella quarta.
Tra il 2015 e il 2016 è tra le protagoniste della serie commedia dell'orrore Scream Queens, dove recita a fianco di Jamie Lee Curtis, Lea Michele, Skyler Samuels e Ariana Grande. Sempre nel 2016 recita nel film thriller Nerve. L'anno dopo appare come special guest nella settima stagione di American Horror Story; nel 2018 torna nel cast regolare della serie per l'ottava stagione, riprendendo i panni di Madison Montgomery. Nel 2019 è di nuovo parte del cast di American Horror Story: 1984, nona stagione della serie antologica, dove interpreta Brooke Thompson.

## Vita privata

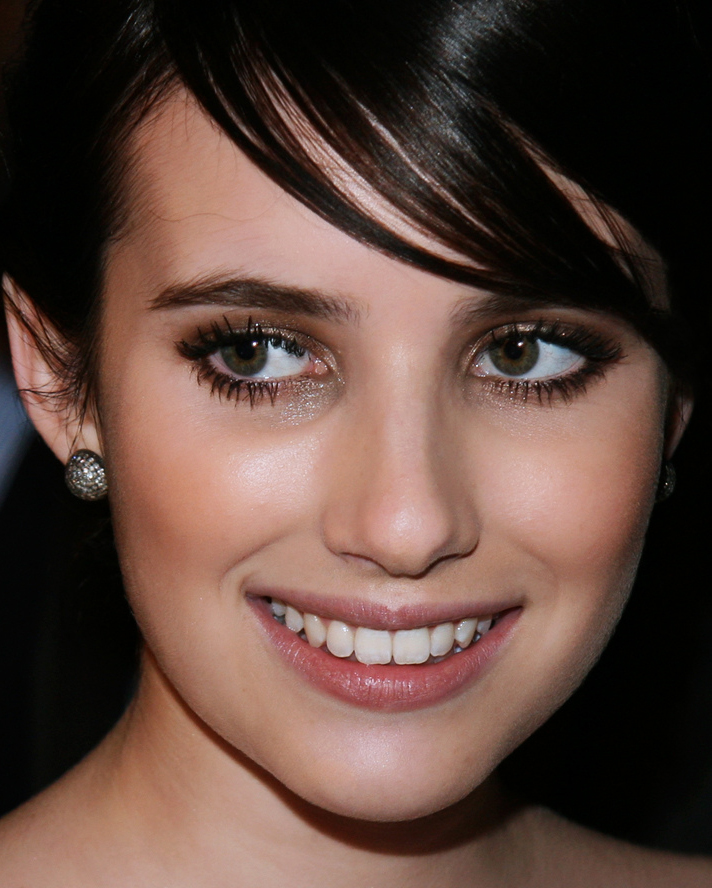
Emma Roberts nel 2010 al Toronto International Film Festival

Nel settembre 2011 si era iscritta al Sarah Lawrence College di New York, ritirandosi nel gennaio 2012.
Tra il 2012 e il 2019 è stata legata al collega Evan Peters, conosciuto sul set del film Adult World. Tale relazione ha avuto discreta eco sui media statunitensi, al di là della fama della coppia, anche per la sua natura decisamente turbolenta: tra i vari episodi, nel 2013 la coppia ebbe una violenta lite a Montreal, che portò all'intervento delle forze dell'ordine e al fermo temporaneo della Roberts, mentre l'anno seguente era stato ufficializzato un fidanzamento a cui tuttavia non seguirà mai un matrimonio. Separatisi e riconciliatisi più volte, questa relazione si è conclusa definitivamente dopo sette anni.
Dal 2019 al 2022 è stata legata al collega Garrett Hedlund, da cui ha avuto un figlio nel 2020.

## Filmografia

### Attrice

#### Cinema
- Big Love, regia di Leif Tilden (2001) – cortometraggio
- Blow, regia di Ted Demme (2001)
- I perfetti innamorati (America's Sweethearts), regia di Joe Roth (2001) – non accreditata
- Grand Champion, regia di Barry Tubb (2002)
- Spymate, regia di Robert Vince (2006)
- Aquamarine, regia di Elizabeth Allen (2006)
- Nancy Drew, regia di Andrew Fleming (2007)
- Wild Child, regia di Nick Moore (2008)
- Hotel Bau (Hotel for Dogs), regia di Thor Freudenthal (2009)
- The Winning Season, regia di James C. Strouse (2009)
- Twelve, regia di Joel Schumacher (2010)
- Appuntamento con l'amore (Valentine's Day), regia di Garry Marshall (2010)
- Memoirs of a Teenage Amnesiac, regia di Hans Canosa (2010)
- 4.3.2.1., regia di Noel Clarke e Mark Davis (2010)
- Virginia, regia di Dustin Lance Black (2010)
- 5 giorni fuori (It's Kind of a Funny Story), regia di Ryan Fleck e Anna Boden (2010)
- L'arte di cavarsela (The Art of Getting By), regia di Gavin Wiesen (2011)
- Scream 4, regia di Wes Craven (2011)
- Separati innamorati (Celeste and Jesse Forever), regia di Lee Toland Krieger (2012)
- Adult World, regia di Scott Coffey (2013)
- Come ti spaccio la famiglia (We're the Millers), regia di Rawson Marshall Thurber (2013)
- Empire State, regia di Dito Montiel (2013)
- Palo Alto, regia di Gia Coppola (2013)
- I Am Michael, regia di Justin Kelly (2015)
- Ashby - Una spia per amico (Ashby), regia di Tony McNamara (2015)
- February - L'innocenza del male (The Blackcoat's Daughter), regia di Oz Perkins (2015)
- Nerve, regia di Henry Joost e Ariel Schulman (2016)
- Billionaire Boys Club, regia di James Cox (2018)
- In a Relationship - Amori a lungo termine (In a Relationship), regia di Sam Boyd (2018)
- Little Italy - Pizza, amore e fantasia (Little Italy), regia di Donald Petrie (2018)
- Paradise Hills, regia di Alice Waddington (2019)
- The Hunt, regia di Craig Zobel (2020)
- Holidate, regia di John Whitesell (2020)
- La scelta del destino (About Fate), regia di Marius Balchunas (2022)
- La fattoria maledetta (Abandoned), regia di Spencer Squire (2022)
- Ti presento i suoceri (Maybe I Do), regia di Michael Jacobs (2023)
- Madame Web, regia di S. J. Clarkson (2024)
- Space Cadet, regia di Liz W. Garcia (2024)

#### Televisione

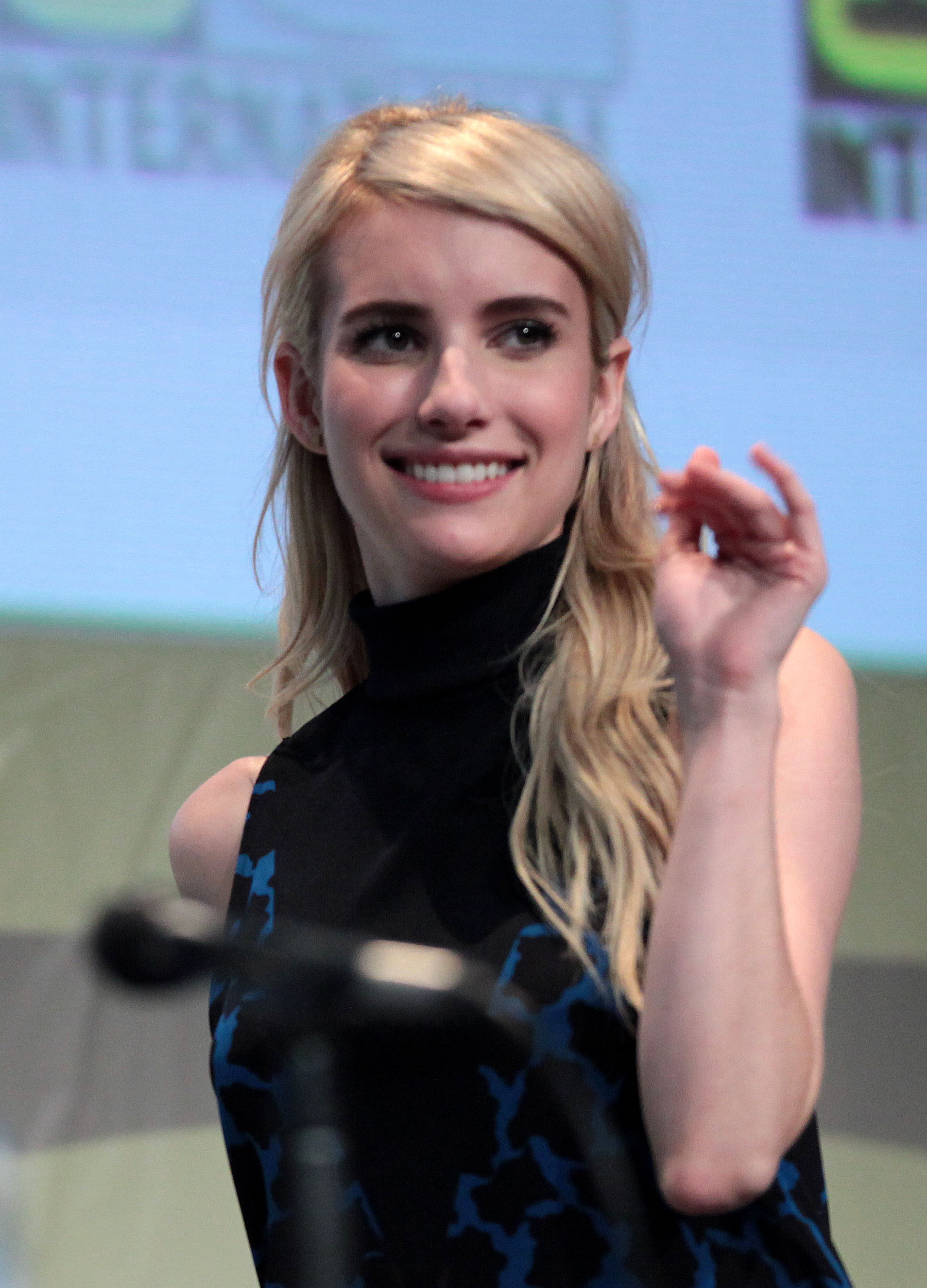
Emma Roberts nel 2015 al Comic-Con di San Diego per i panel di American Horror Story e Scream Queens.

- Drake & Josh – serie TV, episodio 2x14 (2004)
- Unfabulous – serie TV, 41 episodi (2004-2007)
- Jonas L.A. – serie TV, episodio 2x01 (2010)
- American Horror Story – serie TV, 49 episodi (2013-2024)
- Scream Queens – serie TV, 23 episodi (2015-2016)

### Doppiatrice
- Niko - Una renna per amico (Niko - Lentäjän poika), regia di Michael Hegner e Kari Juusonen (2008)
- Take Two with Phineas and Ferb – serie animata, episodio 1x09 (2011)
- I Griffin (Family Guy) – serie animata, episodio 11x22 (2013)
- Pupazzi alla riscossa (UglyDolls), regia di Kelly Asbury (2019)

### Produttrice
- In a Relationship - Amori a lungo termine (In a Relationship), regia di Sam Boyd (2018)
- First Kill – serie TV (2022)

## Programmi TV
- Punk'd (2006, 2012)
- Teen Choice Awards 2009 (2009)
- Extreme Makeover: Home Edition (2011)
- Teen Choice Awards 2015 (2015)
- Good Morning America (2015)
- RuPaul's Drag Race: All Stars (2021)

## Discografia

### Colonne sonore
- 2005 – Unfabulous and More

### Singoli
- 2005 – I Wanna Be
- 2005 – Dummy

### Altri brani
- 2005 – Santa Claus Is Coming to Town (cover inserita in una raccolta natalizia)
- 2005 – If I Had It in My Way (dalla colonna sonora di Ice Princess - Un sogno sul ghiaccio)
- 2006 – Island in the Sun (dalla colonna sonora di Aquamarine)
- 2010 – Strangely Sexy Though (dalla colonna sonora di 4.3.2.1.)
- 2012 – Do It on My Face (singolo promozionale)

## Riconoscimenti
- FilmOut San Diego LGBT Film Festival
  - Miglior attrice non protagonista per I Am Michael (2015)
- MTV Movie & TV Awards
  - Miglior bacio per Come ti spaccio la famiglia (2014)
- Maui Film Festival
  - Premio Shining Star (2014)
- Nickelodeon Kids' Choice Awards Australia
  - Miglior attrice esordiente per Unfabulous (2005) – candidatura
  - Miglior attrice in un film per Aquamarine (2007) – candidatura
  - Miglior attrice in un film per Nancy Drew (2008) – candidatura
- Nickelodeon Kids' Choice Awards
  - Miglior attrice TV per Unfabulous (2007) – candidatura
  - Miglior attrice TV per Unfabulous (2008) – candidatura
- Nickelodeon Kids' Choice Awards UK
  - Miglior attrice TV per Unfabulous (2007) – candidatura
- People's Choice Awards
  - Miglior attrice in una nuova serie TV per Scream Queens (2016) – candidatura
- Radio Disney Music Awards
  - Miglior attrice-cantante (2007) – candidatura
  - Miglior canzone da una serie TV per Dummy da Unfabulous (2007) – candidatura
- Teen Choice Awards
  - Miglior attrice TV esordiente per Unfabulous (2005) – candidatura
  - Miglior attrice in una serie commedia per Unfabulous (2007) – candidatura
  - Miglior attrice esordiente in un film per Nancy Drew (2007) – candidatura
  - Miglior attrice in un film commedia per Nancy Drew (2007) – candidatura
  - Miglior attrice cinematografica dell'estate per Twelve (2010) – candidatura
  - Miglior attrice in una romantic comedy per L'arte di cavarsela (2011) – candidatura
  - Miglior attrice in un film commedia per Come ti spaccio la famiglia (2014)
  - Miglior icona di stile (2014) – candidatura
  - Miglior attrice in una serie comica per Scream Queens (2016) – candidatura
  - Miglior attrice in una serie comica per Scream Queens (2017) – candidatura
- Women's Image Network Awards
  - Miglior attrice in un film TV o miniserie TV per American Horror Story: Coven (2014) – candidatura
- Young Artist Award
  - Miglior attrice protagonista in una serie TV (comica o drammatica) per Unfabulous (2005) – candidatura
  - Miglior performance giovane in una serie TV per Unfabulous (2005) – candidatura
  - Miglior cast in una serie TV (comica o drammatica) per Unfabulous (2006) – candidatura
  - Miglior attrice non protagonista in un film per Aquamarine (2007)
  - Miglior attrice protagonista in una serie TV (comica o drammatica) per Unfabulous (2007) – candidatura
  - Miglior attrice protagonista in una serie TV (comica o drammatica) per Unfabulous (2008) – candidatura
  - Miglior cast in una serie TV (comica o drammatica) per Unfabulous (2008) – candidatura
  - Miglior attrice protagonista in un film per Nancy Drew (2008) – candidatura
  - Miglior attrice protagonista in un film per Hotel Bau (2010) – candidatura
- Young Hollywood Awards
  - Miglior attrice per American Horror Story: Coven (2014) – candidatura
- Razzie Awards
  - Peggior attrice non protagonista per Madame Web (2025) – candidatura

## Doppiatrici italiane
Nelle versioni in italiano delle opere in cui ha recitato, Emma Roberts è stata doppiata da:
- Veronica Puccio in Blow, Aquamarine, 5 giorni fuori, L'arte di cavarsela, Come ti spaccio la famiglia, Nerve, Billionaire Boys Club, La scelta del destino, Space Cadet
- Francesca Manicone in American Horror Story, Scream Queens, Little Italy - Pizza, amore e fantasia, Holidate, La fattoria maledetta
- Letizia Ciampa in Nancy Drew, Wild Child, Scream 4, Separati innamorati
- Alessia Amendola in Appuntamento con l'amore, Empire State
- Jessica Bologna in Ashby - Una spia per amico, In a Relationship - Amori a lungo termine
- Eleonora Reti in Spymate
- Erica Necci in Hotel Bau
- Joy Saltarelli in Paradise Hills
- Chiara Gioncardi in The Hunt
- Ludovica Bebi in Ti presento i suoceri
- Giorgia Brunori in Madame Web
- Tosawi Piovani in Unfabulous

Da doppiatrice è sostituita da:
- Monica Vulcano ne I Griffin
- Emanuela Ionica in Pupazzi alla riscossa